# الدوري البريطاني لكرة القدم الأمريكية

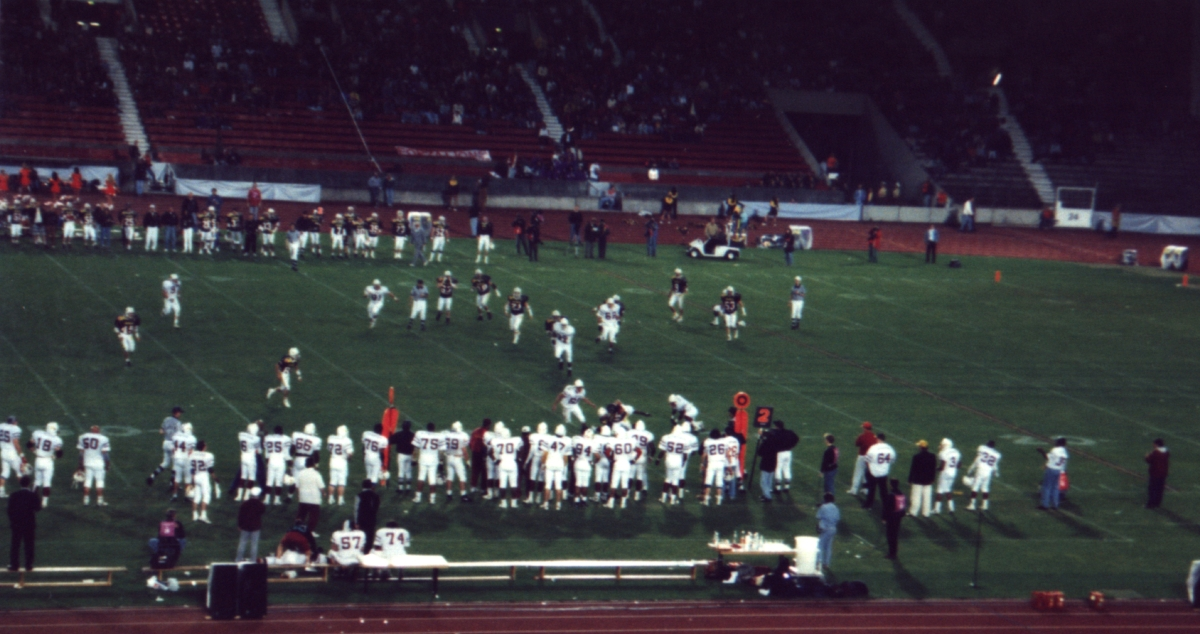
مباراة من الدوري البريطاني لكرة القدم الأمريكية

الدوري البريطاني لكرة القدم الأمريكية:هو أحد دوريات كرة القدم الأمريكية في العالم، يحتوي كل منهما على 50 فريقاً مقسمة على ثلاثة مجموعات.